# کپلر-۸
کپلر-۸ یک ستاره است که در صورت فلکی شلیاق قرار دارد.